# Ле Чамп (Долина Аосте)
Ле Чамп је насеље у Италији у округу Долина Аосте, региону Долина Аосте.
Према процени из 2011. у насељу је живело 27 становника. Насеље се налази на надморској висини од 809 м.